# Ministère de la Région wallonne

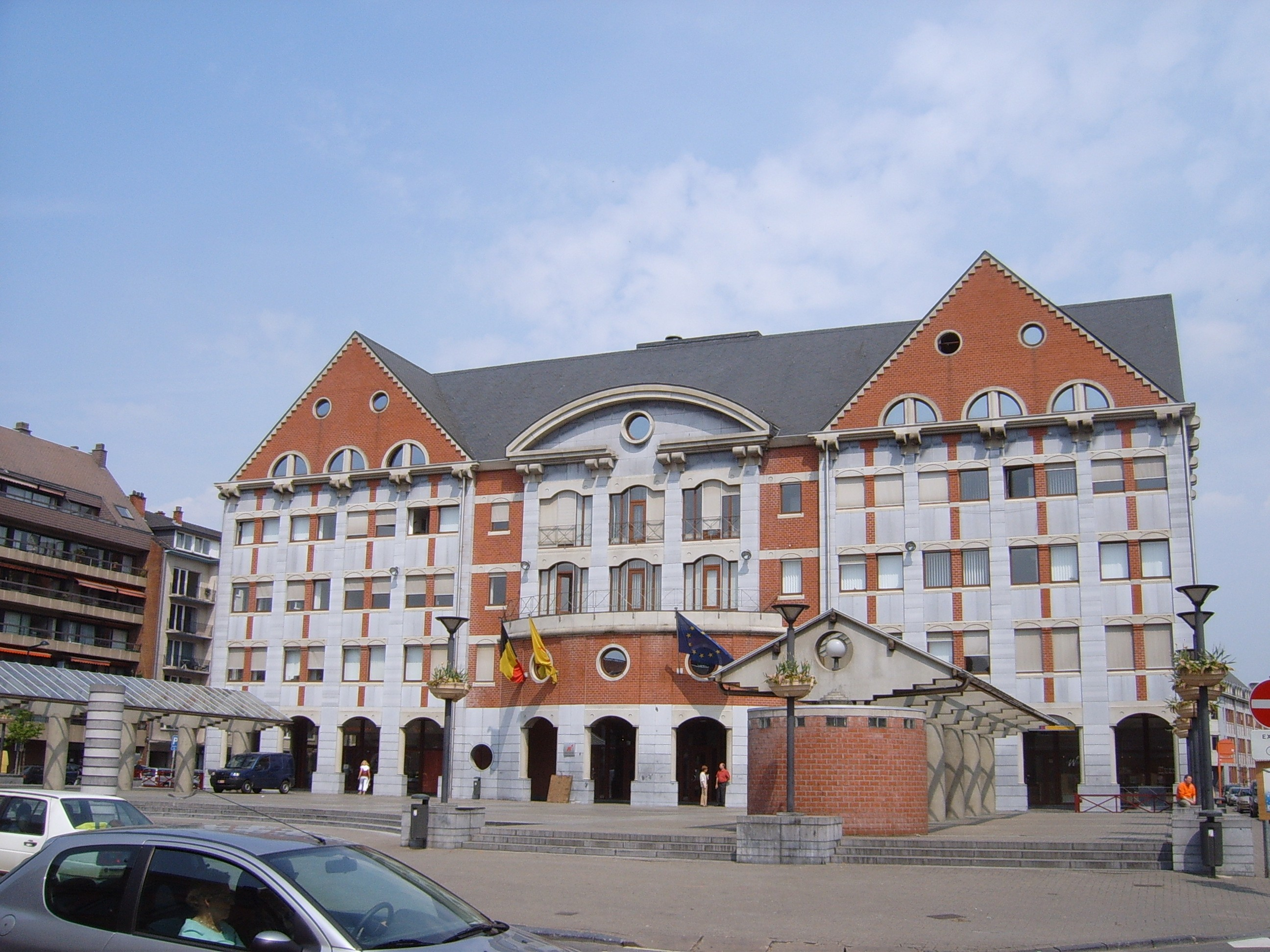
Le ministère, place de la Wallonie à Jambes

Le Ministère de la Région wallonne était jusqu'au 1er août 2008 la principale administration de la Région wallonne. Il est aujourd'hui fusionné avec l'ancien Ministère de l'équipement et des transports au sein du Service public de Wallonie.

## Présentation
Il comptait 4 801 agents[réf. nécessaire] et regroupait neuf directions générales dont le secrétariat général qui était la colonne vertébrale de l'administration avec les services communs (personnel, juridique, budget, fonction publique, communication...).
Les directions générales se répartissent en quatre blocs de compétences :
- Les matières à caractère économique avec les PME, l'aide aux grandes entreprises, l'emploi, la formation professionnelle, l'agriculture, les technologies, le tourisme, le commerce extérieur ;
- Les compétences touchant à la qualité de la vie : l'aménagement du territoire, le logement, le patrimoine, l’environnement, les affaires sociales et la santé ;
- Les matières relatives au fonctionnement, à l'organisation et aux compétences des pouvoirs locaux ;
- Les matières dites d’autorité internes à l'administration, la fonction publique et le budget.

Toutes ces compétences sont regroupées au sein d'une même administration pour éviter au public de se retrouver face à une multitude de services.
Avec un numéro vert gratuit (0800-1 1901), des centres d'information et d'accueil, des Espaces Wallonie, des mobilinfos, le Ministère de la Région wallonne est une administration de proximité.

## Histoire
Le Ministère de la Région wallonne (MRW) a été créé par l'arrêté royal du 17 avril 1979.
La nouvelle administration wallonne doit alors disposer d'un personnel lui permettant d'exercer ses compétences.
L'opération de transfert du personnel de l'État central offre à la Région wallonne une administration effective à partir du 1er janvier 1983. C'est à cette date que l'administration placée sous l'autorité de l'Exécutif wallon (ancien nom du Gouvernement wallon) prend le nom de « Ministère de la Région wallonne ».
En avril 1983, l'Exécutif wallon définit la structure de son administration :
- quatre directions générales (Aménagement du Territoire, Pouvoirs locaux, Ressources naturelles - Eau - Environnement, Économie et Emploi)
- quatre directions d'administration (Affaires générales et Personnel, Budget et Finances, Relations extérieures, Énergies et Technologies nouvelles).

Le 12 juillet 1983, ce schéma d'organisation du Ministère de la Région est adopté tandis que l'Exécutif wallon vote le transfert des services centraux du MRW à Namur.
Le siège principal du rapatriement sera donc Namur, le Logement ira à Charleroi, l'Économie à Liège, l'Eau à Verviers.
En 1983, le Ministère de la Région wallonne était composé de 1 500 agents. Vers 2008, il en comptait 4 801.
Le 1er août 2008, le Ministère de la Région wallonne est fusionné avec le Ministère de l'équipement et des transports pour former le Service public de Wallonie.